# Melitón Manzanas meggyilkolása
Melitón Manzanas meggyilkolása az ETA baszk szeparatista terrorszervezet első előre megfontolt szándékkal elkövetett emberölése volt. A merényletet 1968. augusztus 2-án Irunban követték el.

## A merénylet
Az 59 éves Melitón Manzanas a rendőrség keretein belül működő politikai egység, az ellenzéki mozgalmak elnyomására létrehozott Brigada de Investigación Social baszk származású főfelügyelője volt San Sebatiánban.
A gyilkosság előtt két hónappal, június 7-én halt meg az ETA első áldozata, José Antonio Pardines Arcay polgárőr, akit egy ellenőrzőponton ölt meg a szervezet tagja, Txabi Etxebarrieta. Néhány órával a gyilkosság után Etxebarrietát is megölte a polgárőrség, így ő lett a baszk szervezet első meggyilkolt tagja.
Az ETA központi bizottsága a gyilkosság után úgy döntött, hogy folytatni kell Manzanas meggyilkolásának tervezését, és elhatározta a szomszédos Bizkaia tartomány hasonló beosztású rendőrének likvidálását is. Ez utóbbi végül elmaradt. A Manzanas-gyilkosság a Operation Sagarra (Alma művelet) nevet kapva. A manzana spanyol szó is almát jelent.
Augusztus 2-án az ETA tagja, Xabier Izko elbújt Manzanas házának pincéjében. Délután fél háromkor a rendőr hazaérkezett, ekkor Izko – lánya és felesége szeme láttára – hátba lőtte  Manzanast. A rendőrök később hét 7,65 milliméteres töltény hüvelyét találták meg a helyszínen. Manzanast öt lövés találta el, közülük három a fejét. A férfi azonnal meghalt.